# Jung Chang-yong
Jung Chang-yong (12 novembre 1981) è uno schermidore sudcoreano, specializzato nel fioretto. Ha vinto una medaglia di bronzo ai Campionati mondiali di scherma.